# Bob Hope
Bob Hope (KBE, KCSG), nome artístico de Leslie Townes Hope (Londres, 29 de maio de 1903 — Los Angeles, 27 de julho de 2003), foi um comediante americano, nascido na Inglaterra. Criado nos Estados Unidos, formou na década de 1940, ao lado do cantor e ator Bing Crosby, uma das mais famosas e influentes duplas cômicas do cinema.
Embora nunca tenha ganho um Óscar por uma das suas representações no cinema, o comediante recebeu dois Óscares honorários pelas suas contribuições para o cinema. Foi durante vários anos o apresentador da festa de entrega desse prêmio.
Faleceu aos 100 anos de idade de pneumonia. Foi sepultado no Bob Hope Memorial Garden, San Fernando Mission Cemetery, Los Angeles, nos Estados Unidos.

## Filmografia

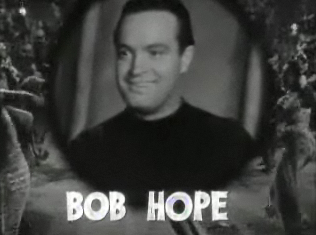
Bob Hope no trailer de Road to Singapore (1940)

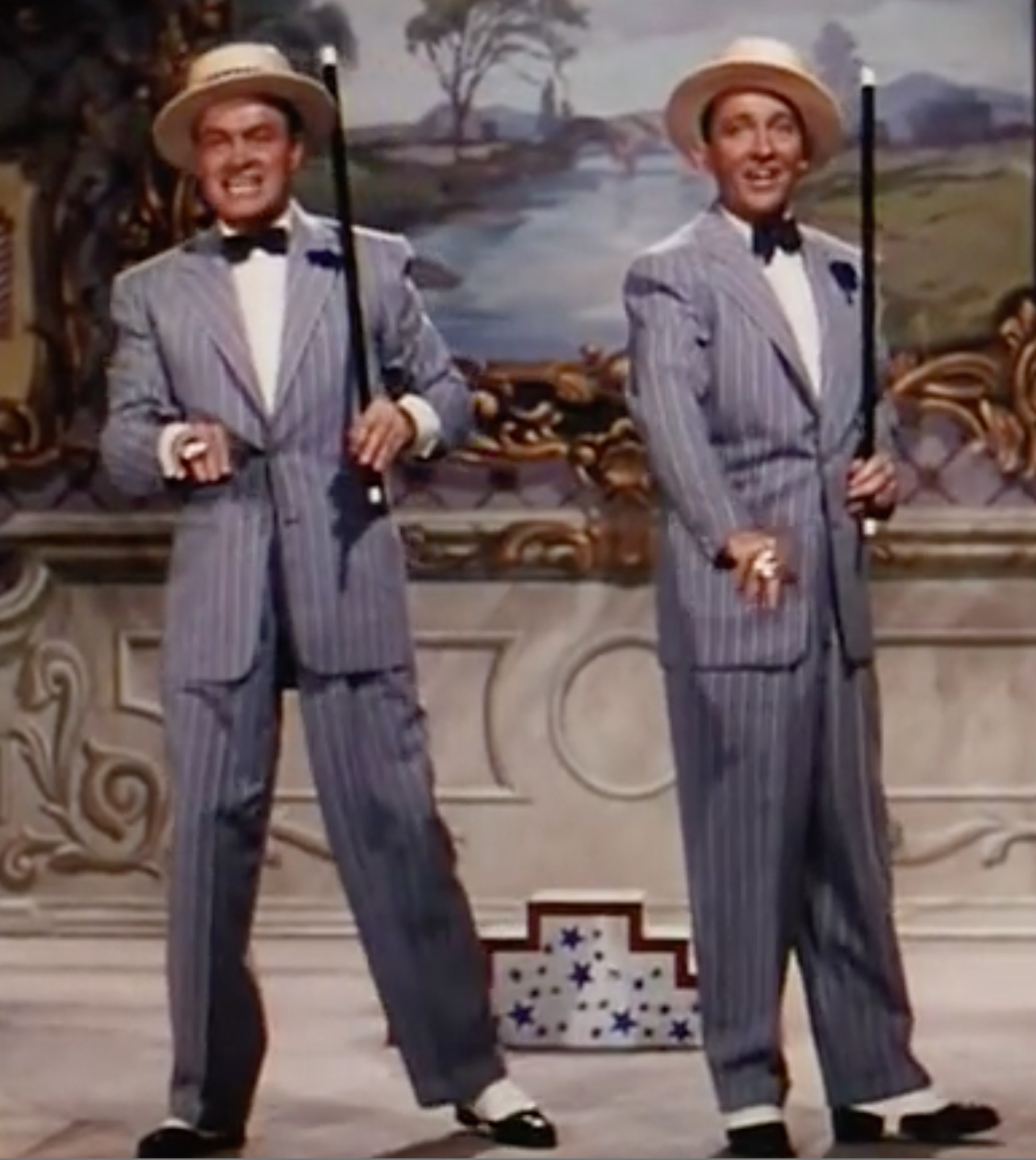
Road to Bali (1952)

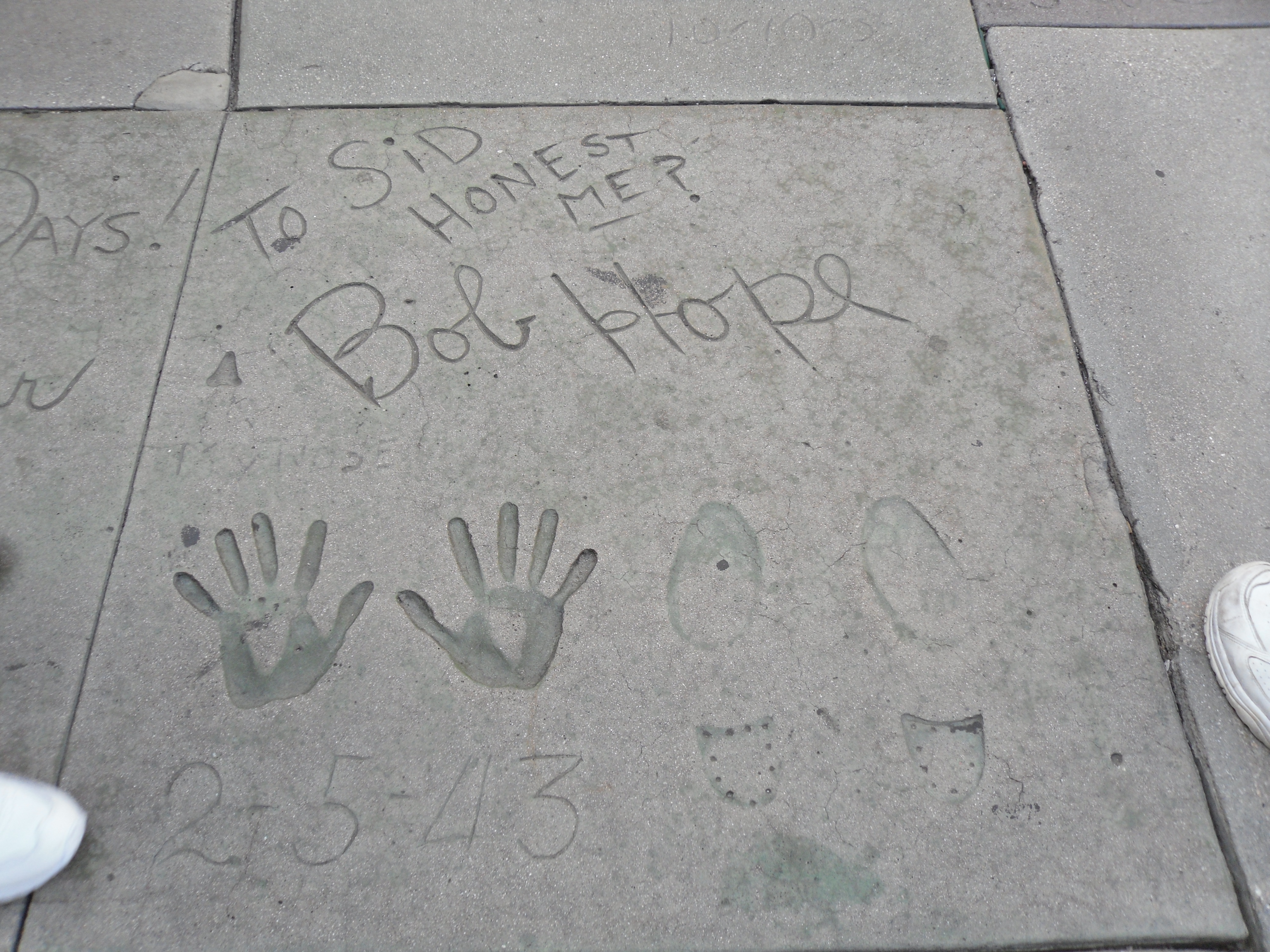
Pegadas e assinatura de Bob Hope na Calçada da Fama do Grauman's Chinese Theatre

### Longa-metragens
- The Big Broadcast of 1938 (1938)
- College Swing (1938)
- Give Me a Sailor (1938)
- Thanks for the Memory (1938)
- Never Say Die (1939)
- Some Like It Hot (1939)
- The Cat and the Canary (1939)
- Road to Singapore (1940)
- The Ghost Breakers (1940)
- Road to Zanzibar (1941)
- Caught in the Draft (1941)
- Nothing But the Truth (1941)
- Louisiana Purchase (1941)
- My Favorite Blonde (1942)
- Road to Morocco (1942)
- Star Spangled Rhythm (1942)
- Combat America (1943) (documentário)
- They Got Me Covered (1943)
- Let's Face It (1943)
- The Princess and the Pirate (1944)
- The Story of G.I. Joe (1945) (voz)
- Road to Utopia (1946)
- Monsieur Beaucaire (1946)
- My Favorite Brunette (1947)
- Variety Girl (1947)
- Where There's Life (1947)
- Road to Rio (1947)
- The Paleface (1948)
- Sorrowful Jones (1949)
- The Great Lover (1949)
- Fancy Pants (1950)
- My Favorite Spy (1951)
- The Lemon Drop Kid (1951)
- The Greatest Show on Earth (1952) (part. especial)
- Son of Paleface (1952)
- Road to Bali (1952)
- Off Limits (1953)
- Scared Stiff (1953) (part. especial)
- Here Come the Girls (1953)
- Casanova's Big Night (1954)
- The Seven Little Foys (1955)
- That Certain Feeling (1956)
- The Iron Petticoat (1956)
- Beau James (1957)
- Paris Holiday (1958)
- Alias Jesse James (1959)
- The Five Pennies (1959) (part. especial)
- The Facts of Life (1960)
- Bachelor in Paradise (1961)
- The Road to Hong Kong (1962)
- Critic's Choice (1963)
- Call Me Bwana (1963)
- A Global Affair (1964)
- I'll Take Sweden (1965)
- The Oscar (1966) (Camaféu)
- Boy, Did I Get a Wrong Number! (1966)
- Not with My Wife, You Don't! (1966) (part. especial)
- Eight on the Lam (1967)
- The Private Navy of Sgt. O'Farrell (1968)
- How to Commit Marriage (1969)
- Cancel My Reservation (1972)
- The Muppet Movie (1979)
- Spies Like Us (1985)
- A Century of Cinema (1994) (documentário)
- That Little Monster (1994)
- Off the Menu: The Last Days of Chasen's (1997) (documentário)

### Curta-metragens
- Going Spanish (1934)
- Paree, Paree (1934)
- The Old Grey Mayor (1935)
- Double Exposure (1935)
- Calling All Tars (1935)
- Soup for Nuts (1935)
- Watch the Birdie (1935)
- Shop Talk (1936)
- Don't Hook Now (1938)
- Screen Snapshots Series 19, No. 6 (1940)
- Hedda Hopper's Hollywood No. 4 (1942)
- Strictly G.I. (1943)
- Show Business at War (1943)
- The All-Star Bond Rally (1945)
- Hollywood Victory Caravan (1945)
- Weekend in Hollywood (1947)
- March of Time Volume 14, No. 1: Is Everybody Listening? (1947)
- Screen Actors (1950)
- You Can Change the World (1951)
- Screen Snapshots: Memorial to Al Jolson (1952)
- Screen Snapshots: Hollywood's Invisible Man (1954)
- Screen Snapshots: Hollywood Beauty (1955)
- Showdown at Ulcer Gulch (1956)
- Screen Snapshots: Hollywood Star Night (1957)
- The Heart of Show Business (1957)
- Rowan & Martin at the Movies (1968)